# 左右田直規
左右田 直規（そうだ なおき）は、日本の東南アジア研究者、歴史学者。専門は東南アジア近現代史、マレーシア政治社会史。
東京外国語大学大学院総合国際学研究院（国際社会部門・地域研究系）教授。博士（地域研究）。

## 学歴
- 1993年3月 京都大学法学部卒業
- 1995年3月 京都大学大学院人間・環境学研究科修士課程修了
- 1996年7月～1999年3月 マレーシア国民大学（UKM）留学
- 1999年3月 京都大学大学院人間・環境学研究科博士後期課程指導認定退学
- 2008年1月 京都大学より博士（地域研究）学位取得

## 職歴
- 1995年 日本学術振興会特別研究員
- 1999年 京都大学東南アジア研究センター非常勤研究員
- 2001年 国立民族学博物館中核的研究機関研究員
- 2002年 東京外国語大学外国語学部講師
- 2006年 東京外国語大学外国語学部助教授（2007年より准教授）
- 2009年 東京外国語大学大学院総合国際学研究院准教授（大学院重点化により所属変更）
- 2019年 同教授

## 著書
- Conceptualizing the Malay World: Colonialism and Pan-Malay Identity in Malaya (Kyoto University Press & Trans Pacific Press, 2020)

## 翻訳書
- ラット 作『カンポンボーイ』（東京外国語大学出版会、 2014年）（稗田奈津江との共訳）
- ラット 作『タウンボーイ』（東京外国語大学出版会、 2015年）